# Stoppa matchen (Davis Cup 2009)
För Hoola Bandoola Bands sång med samma namn, se Stoppa matchen!.
Stoppa matchen var en kampanj och demonstration mot tennismatchen mellan Israel och Sverige i Baltiska hallen den 7-8 mars under Davis Cup 2009, i syfte att protestera mot Israels agerande under Gazakriget december 2008 - januari 2009. Kampanjen anordnades av det löst organiserade Nätverket mot Israels krig och ockupation, som kallade sig en "bred samling organisationer, föreningar och partier", med Vänsterpartiets malmöpolitiker Ann-Sofie Jakobsson som talesperson.

## Demonstrationen
Demonstrationen hade föregåtts av ett par dagars mindre manifestationer utanför Baltiska hallen. Nätverket hade hoppats på en uppslutning på 10 000-15 000 demonstranter,[källa behövs] men enligt uppgift från polisen närvarade omkring 6 000 demonstranter.[källa behövs] Demonstrationståget avgick strax efter klockan 11 och nådde mötesplatsen vid 13:30, några hundra meter från Baltiska hallen. En liten del av demonstrationens deltagare kom att söka konflikt med polisen, något som uppmärksammades mycket i media. Arrangörerna uppger att de manat de kravallande att sluta och avlägsna sig.

## Polisinsatsen
Omkring 1 000 poliser hade kommenderats ut för att förhindra upplopp.[källa behövs] Strax före baltiska hallen anslöt sig svartklädda och maskerade individer till demonstrationen formerades ett så kallat svart block, och uppskattades bestå av ett hundratal individer. Av dessa tog några upp gatsten och kastade mot polisen; även slangbomber användes. Dagens Nyheter rapporterar följande:
| ”                                   | Samtidigt som huliganerna gjorde sitt bästa för att förstöra samlades några tusen fredliga demonstranter utanför Malmö Stadion för att lyssna på tal och fortsätta protestera. Ett trettiotal polisbilar omger demonstranterna för att skydda dem. | „ |
| – Staffan Kihlström, Dagens Nyheter | |   |

En idrottsanläggning i närheten av Baltiska hallen fick utstå viss skadegörelse,[källa behövs] lika så polisbilar. En fredlig demonstrant angreps när han protesterat mot våldsverkarna. Under början av våldsamheterna varken greps eller omhändertogs någon. När evenemanget var över ett par timmar senare hade 91 personer transporterats bort från staden, nio gripits och 16 blivit omhändertagna. En del var oroliga för att delta på grund av de svartklädda.

## Organisationer i kampanjen och demonstrationen
Organisationer som deltagit i kampanjen och demonstrationen var bland annat: Vänsterpartiet, Judar för israelisk-palestinsk fred, Palestinagrupperna, Ung Vänster, Sveriges socialdemokratiska ungdomsförbund (SSU), Kommunistiska Partiet, International Solidarity Movement, Revolutionär Kommunistisk Ungdom, AFA Julia, Syndikalistiska ungdomsförbundet, Sveriges kommunistiska parti[källa behövs]

## Diskussion och borgerlig kritik
Matchen föregicks av politiska diskussioner mellan i huvudsak pro-palestinier som ville stoppa matchen och företrädare för borgerliga partier som stämplade föregående som antisemiter. S-kvinnors vice ordförande i Skåne Ingalill Bjartén jämförde Israel med Nazityskland och hon hade det nationella kvinnoförbundet bakom sig i sina krav på att matchen stoppas. Vänsterpartiet intog samma ståndpunkt.
Per Gahrton (mp) spekulerade i en förhandskommentar om farhågorna om våldsamheter, att det i så fall kunde bero på säkerhetstjänster som har i uppdrag att provocera.
Per Gudmundsson, liberal ledarskribent på Svenska Dagbladet, gick ut och kritiserade Stoppa Matchen för att ha tillåtit demonstranter tåga under Hamasflaggor. Rörande våldet spekulerade Gudmundsson i att det skulle röra sig om en arbetsfördelning där några utlovar fredliga demonstrationer och andra motsatsen och de förra ger legitimitet åt de senare. Våldsverkarna i sin tur erbjuder handgripliga påtryckningar åt vänsterpolitikerna, menade han. Kampanjen Stoppa matchen har kritiserats för att ha tillåtit "medlemmar" ur Antifascistisk aktion att delta i demonstrationen.